# Wolfenbüttel
Wolfenbüttel – miasto powiatowe w Niemczech w kraju związkowym Dolna Saksonia, stolica powiatu Wolfenbüttel. W latach 1430–1754 siedziba książąt Brunszwiku-Lüneburga.
Miasto leży nad rzeką Oker, ok. 13 km na południe od Brunszwiku. Powierzchnia miasta wynosi 78,46 km², 31 grudnia 2023 roku miasto liczyło 53 034 mieszkańców.

## Historia
Pierwsza wzmianka o miejscowości pochodzi z 1118 roku, wymieniana jest jako Wulferesbutle. Około roku 1430 tutejszy zamek został siedzibą książąt Brunszwiku i Lüneburga z dynastii Welfów. W 1542 warownia została zniszczona przez wojska związku szmalkaldzkiego. 7 sierpnia 1570 miasto uzyskało prawa targowe oraz herb. W 1589 założono tu garnizon, a w latach 1602–1609 wzniesiono ratusz. Podczas wojny trzydziestoletniej w 1626 miasto zajęły wojska duńskiego króla Chrystiana IV Oldenburga, a rok później – wojska cesarskie pod dowództwem Gottfrieda Heinricha zu Pappenheima. W 1747 miejscowości Heinrichstadt, Neue Heinrichstadt, Gotteslager (Juliusstadt), Auguststadt i Dammfeste połączono w jedno miasto Wolfenbüttel. W latach 1753–1754 rodzina książęca przeniosła swoją siedzibę do Brunszwiku. W latach 1757–1761, podczas wojny siedmioletniej, miasto było pod kontrolą wojsk francuskich. W latach 1806–1813 wchodziło w skład Królestwa Westfalii pod berłem Hieronima Bonapartego, brata Napoleona I. W 1838 uruchomiono połączenie kolejowe z Brunszwikiem, a w 1861 uruchomiono pierwszą lampę gazową. W 1893 otwarto synagogę przy Lessingstraße, rok później – muzeum miejskie, a w latach 1907–1909 wzniesiono budynek teatru. Podczas I wojny światowej zginęło 453 mieszkańców miasta, a w 1944 roku Wolfenbüttel nawiedziły naloty bombowe. W 1956 zlokalizowano tu garnizon Bundeswehry. W 1974 w granice miasta włączono miejscowości: Adersheim, Ahlum, Atzum, Fümmelse, Halchter, Groß Stöckheim, Leinde, Linden, Salzdahlum i Wendessen.

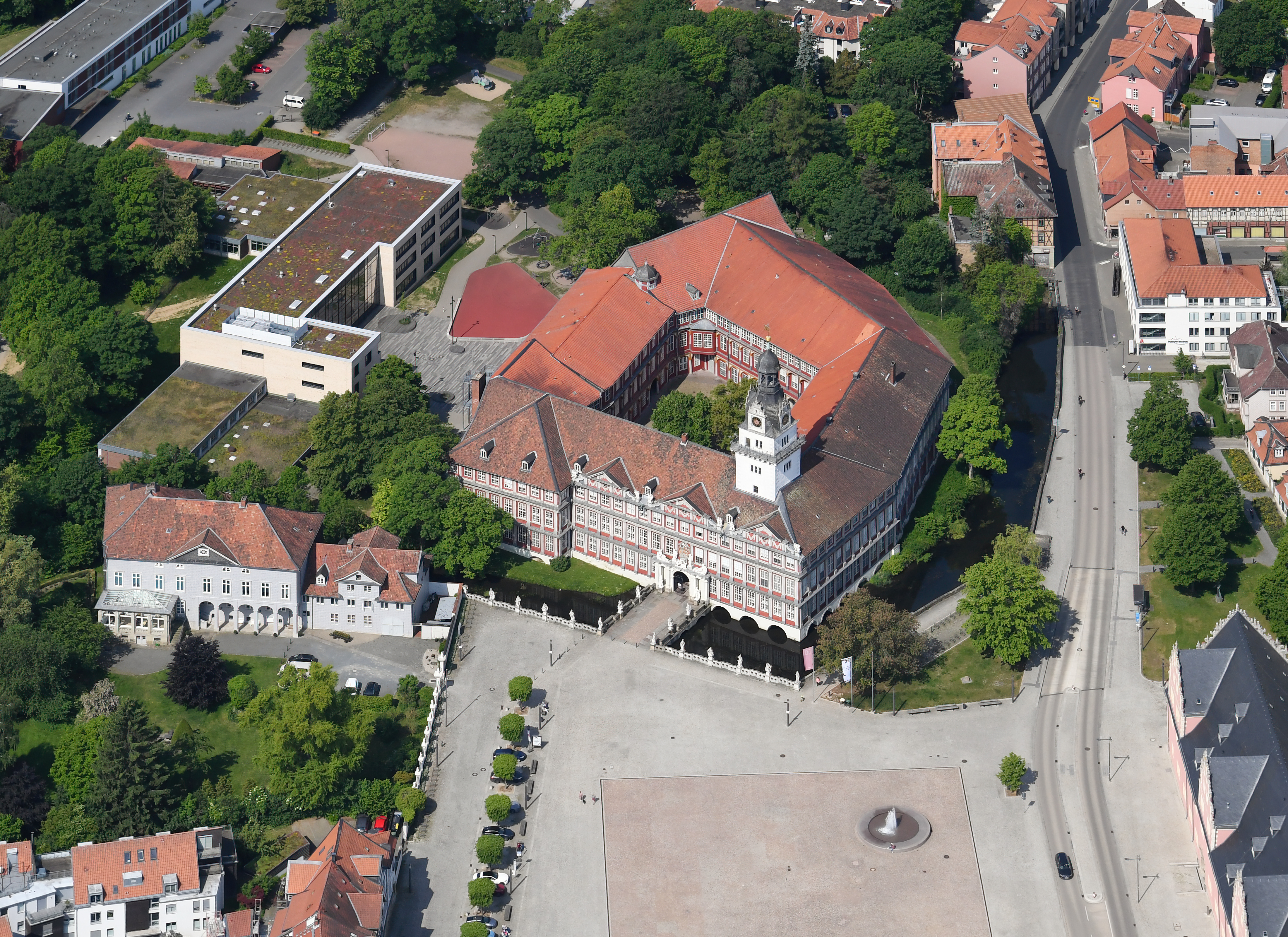
Widok z lotu ptaka na zamek, po lewej widoczny mały zamek

## Zabytki
- Zamek Wolfenbüttel, dawna siedziba książąt Brunszwiku-Lüneburga,
- Mały Zamek(inne języki),
- Herzog August Bibliothek,
- obiekty sakralne:
  - manierystyczny kościół Beatae Mariae Virginis,
  - barokowy kościół Świętej Trójcy,
  - szachulcowy kościół św. Jana Chrzciciela(inne języki),
  - neoromański kościół rzymskokatolicki św. Piotra.

## Przemysł
W mieście znajduje się gorzelnia produkująca likier Jägermeister. Ponadto w mieście rozwinął się przemysł elektroniczny, chemiczny, maszynowy oraz poligraficzny.

## Ludzie związani z Wolfenbüttel
Gotthold Ephraim Lessing w roku 1779 napisał tu swoje ostatnie główne dzieło Natan mędrzec (niem. Nathan der Weise). Przyszedł tu na świat matematyk i kartograf Carl Brandan Mollweide. Żyła tu córka Zygmunta I i królowej Bony Zofia Jagiellonka, została pochowana w kościele Błogosławionej Marii Dziewicy. W latach 80. XX w. zamieszkała tu polska piosenkarka Karin Stanek. Po śmierci została pochowana na miejscowym cmentarzu katolickim.

## Miasta partnerskie
- Blankenburg (Harz), Saksonia-Anhalt
- Kamienna Góra, Polska
- Kenosha, Stany Zjednoczone
- Satu Mare, Rumunia
- Sèvres, Francja
- Września, Polska
- Polkowice, Polska